# Xiphotheata saundersii
Xiphotheata saundersii là một loài bọ cánh cứng trong họ Cerambycidae.